# Kétsoprony
Kétsoprony è un comune dell'Ungheria di 1 594 abitanti (dati 2001) . È situato nella contea di Békés.